# Bart Hoolwerf
Bart Hoolwerf (27 januari 1998) is een Nederlandse marathon- en langebaanschaatser, die vooral bekend is van de massastart.

## Biografie
Bij de familie Hoolwerf staan heien en schaatsen voorop. Broer Evert en neef Willem schaatsen ook van jongs af aan. Hun vaders ontdekten het schaatsen op natuurijs toen ze bijna dertigers waren. Willem Hoolwerf, vader van Bart en Evert, schaatste uiteindelijk op C1 niveau. Albert, vader van Willem, Cathalijne en Emma, werd landelijk B-rijder. Zij runnen een heibedrijf waarin de neven werken als ze niet fulltime met schaatsen bezig zijn.
Hoolwerf schaatst bij de marathonploeg van Team Reggeborgh. Hij wil Arjan Stroetinga en Jorrit Bergsma opvolgen als Nederlands vaste waarde op de massastart en deelnemen aan de Olympische winterspelen van 2026 in Milaan. In het seizoen 2023-2024 legde zijn trainer Roy Boeve een accent op de 1500 meter. Na zes jaar zonder 1500 meter wedstrijd, reed Hoolwerf er nu meerdere. Bij de NK afstanden 1500 meter scherpte hij zijn persoonlijk record aan tot 1.45,12 en werd daarmee vijfde.

## Persoonlijke records
| Afstand     | Tijd     | Datum            | Baan       |
| ----------- | -------- | ---------------- | ---------- |
| 500 meter   | 37,67    | 25 november 2023 | Heerenveen |
| 1000 meter  | 1.33,05  | 16 maart 2013    | Dronten    |
| 1500 meter  | 1.45,12  | 29 december 2023 | Heerenveen |
| 3000 meter  | 3.56,17  | 15 oktober 2016  | Inzell     |
| 5000 meter  | 6.24,34  | 26 december 2021 | Heerenveen |
| 10000 meter | 13.39,23 | 28 december 2021 | Heerenveen |

## Resultaten op de langebaan
| Jaar | NK Afstanden          | WK Afstanden  | Wereldbeker               |
| ---- | --------------------- | ------------- | ------------------------- |
| 2020 | 26e massastart        |               |                           |
|      |                       |               |                           |
| 2022 | massastart            |               | 57e 5k/10k 12e massastart |
| 2023 | massastart            | massastart    | 4e massastart             |
| 2024 | 5e 1500m · massastart | 5e massastart | massastart                |
| 2025 | 5e 1500m · massastart | 4e massastart | 47e 1500m · massastart    |

## Marathonploegen
- 2023/2024: Team Reggeborgh
- 2022/2023: Team Reggeborgh
- 2021/2022: Team Jumbo-Visma
- 2020/2021: AB Vakwerk
- 2019/2020: AB Vakwerk
- 2018/2019: Okay Fashion & Jeans-Interfarms
- 2017/2018: Okay Fashion & Jeans-Interfarms (topdivisie)
- 2016/2017: Okay Fashion & Jeans (beloften)
- 2015/2016: Team Ormer ICT-A. de Jong Groep van Henk Angenent